# Thines (Ilia)
Thines (greacă  Θίνες) este un oraș în Grecia în prefectura Elida.